# Journal of Physiology and Pharmacology
Das Journal of Physiology and Pharmacology, abgekürzt J. Physiol. Pharmacol., ist eine wissenschaftliche Fachzeitschrift, die von der Polnischen Physiologischen Gesellschaft veröffentlicht wird. Die Zeitschrift wurde 1950 unter dem Namen Acta physiologica Polonica gegründet und erhielt 1991 den derzeitigen Namen. Sie erscheint mit vier Ausgaben im Jahr und veröffentlicht Arbeiten, die sich mit Aspekten der Physiologie und der Pharmakologie beschäftigen.
Der Impact Factor lag im Jahr 2014 bei 2,386. Nach der Statistik des ISI Web of Knowledge wird das Journal mit diesem Impact Factor in der Kategorie Physiologie an 39. Stelle von 83 Zeitschriften geführt.